# 48e brigade du génie (Ukraine)
Pour les articles homonymes, voir 48e brigade.
La 48e brigade du génie « de Kamianets-Podilskyï » (en ukrainien : 48-ма Кам'янець-Подільська інженерна бригада, abrégé en 48 ІБр ; numéro d'unité militaire А2738) est une grande unité des troupes du génie ukrainiennes.

## Historique
L'unité a été créée le 30 novembre 2015 à Kamianets-Podilskyï, en reprenant les équipements du 101e régiment de ponts flottants et ce qui restait du 11e régiment du génie, deux anciennes unités dissoutes en 2012, ainsi que les moyens de la 275e base de stockage d'armes et d'équipements. Durant la guerre du Donbass, ses bataillons ont fourni un soutien aux unités de combat, en aménageant des retranchements, en posant des champs de mines, en mettant en place des camouflages et aidant au franchissement. Le 23 août 2017, l'unité a reçu la mention honorifique « de Kamianets-Podilskyï », puis le lendemain son nouveau drapeau à l'occasion du défilé du Jour de l'indépendance.
Depuis 2020, l'unité dépend du nouveau commandement des forces de soutien (Командування Сил підтримки Збройних Сил України, structure regroupant les troupes du génie, celles de guerre électronique, celles de protection NBC, le service topographique militaire, le service météorologique et le service canin).

## Composition
- 11e bataillon de pontonniers (11 окремий понтонно-мостовий батальйон), à Kamianets-Podilskyï ;
- 308e bataillon technique du génie (308 окремий інженерно-технічний батальйон), à Kamianets-Podilskyï ;
- 309e bataillon technique du génie, à Sambir dans l'oblast de Lviv ;
- 310e bataillon technique du génie, à Olshanytsia près de Rokytne dans l'oblast de Kiev ;
- 311e bataillon technique du génie, à Moukatchevo dans l'oblast de Transcarpatie ;
- 321e bataillon du génie, à Kamianets-Podilskyï ;
- unités de protection ;
- détachement d'assaut.